# 백두산 (밴드)
백두산은 1986년 대한민국 서울특별시에서 결성된 헤비 메탈 밴드이다. 밴드명은 백두산에서 유래했으며, 1980년대 부활, 시나위와 함께 대한민국 헤비 메탈의 1세대를 대표하는 밴드로 꼽힌다.

## 활동

### 결성
1970년대 후반부터 미8군 부대를 중심으로 솔로 활동 및 '라스트 찬스', '사계절', '사랑과 평화'의 기타리스트로 활동하던 유현상과 베이시스트 김창식, 드러머 한춘근 등에 의해 1983년에 결성되었으나 당시 '솔로몬'이란 밴드의 멤버였던 이태원의 천재적인 속주 기타리스트 김도균이 서라벌 레코드사 사장의 권유로 1985년 말 밴드에 가입하게 되면서 제대로 된 밴드로서의 라인업을 갖추게 된다.

### 전성기
1986년 6월 백두산의 데뷔 앨범 《Too Fast! Too Loud! Too Heavy!》가 발매된다. '어둠 속에서', '말할걸', '뛰어', '웅비' 등의 곡들은 향후 백두산이 음악적으로 나아가고자 하는 바를 잘 보여준 곡들이었다. 베이시스트가 김주현으로 바뀐 뒤, 보컬 유현상이 샤우팅 창법으로 선회하여 이듬해에 발매한 2집 《King Of Rock'N Roll》은 헤비메탈 밴드로서 완벽하게 변모한 백두산의 모든 것을 담고 있는 최고의 걸작이라고 평가 받고 있으며 국내 헤비메탈 역사상 최고로 손꼽히는 메탈명반으로 인정되고 있다. 일본의 'BURRN!'이라는 외국 잡지에 소개된 적도 있었으며 백두산이 해외 진출을 염두에 두고 'Main Character (주연배우)'를 제외한 모든 곡의 가사들이 영어로 되어있는 것이 특징이기도 하나 당시 영어 가사에 대한 탄압이 너무 심해 정작 방송출연을 할 기회는 없었다. 하지만 대중들로부터 인기가 엄청나 백두산은 무려 500회가 넘는 순회공연을 가졌다.

### 해체와 침체기
2집 발매 직후 1987년, 부활의 김태원이 대마초로 구속되는 사건이 벌어졌는데, 이를 계기로 대한민국 락씬이 초토화되는 불운을 겪게 된다. 대다수 락계 인사들이 무차별 체포되자, 해외에서는 인정을 받는데도 정작 국내에서는 음악의 가사, 무대 퍼포먼스에 대한 심의가 너무 심해 자신들의 곡이 방송 불가가 되는 아이러니한 상황을 정신적으로 이기지 못하고 하나 둘씩 해체되는데 백두산 역시 국내의 열악한 환경을 견디지 못하고 해체하기에 이른다.
김도균은 이러한 환경을 정신적으로 이기지 못해 탈퇴, 영국으로 유학을 가게 되고, 유현상은 백두산을 해체, 백두산 프로덕션을 설립, 가수 이지연을 데뷔시켜 상업적으로 큰 성공을 거두지만 갑작스런 이지연의 결혼으로 유현상은 회사마저 문을 닫게 되고, 최윤희와 결혼 후에 트로트 가수로서 활동하게 된다.
김도균은 실력을 갈고 닦기 위해 《Rock In Korea》에 참여, 1989년에 임재범과 함께 영국으로 떠난 뒤 슈퍼밴드 '아시아나'를 결성했지만 이는 오래 가지 못했고, 1993년 베이시스트 '김창식', 드러머 '최경섭'과 함께 다시 백두산을 재결성한다. 3집 《너를 기다리네》를 발매, 김도균이 직접 리드 보컬까지 함께 맡은 이 앨범은 이전의 백두산의 앨범들과 달리 하드락 성향을 띈 앨범이었으며 '너를 기다리네'와 같은 발라드 곡이 인기를 끌었으나 대마초 사건에 다시 연루되면서 불명예스러운 해체를 맞이한다.

### 재결성
2008년에는 원년 멤버로 재결성해 동두천 락 페스티발에서 재결합 공연을 가졌으며, 2009년에는 4번째 정규 음반 《Return Of The King》을 발표했다.
2011년 5번째 정규 음반 《Rush To The World》가 발매되었다. 2집처럼 두 곡을 제외한 모든 곡들의 가사가 영어로만 작사되었다. 재결성 후에 드러머가 '미르', '사혼', '피어 잇 소울'에서 활동하던 박찬으로 바뀌었다. 또한 베이시스트도 지병인 천식으로 탈퇴한 기존의 멤버 김창식 대신 김경호 밴드와 에메랄드 캐슬, N.EX.T 등을 거친 경호진을 새롭게 영입했다. 김도균과 함께 3집을 같이 작업했을 때 연이 닿아서 함께 합류한 것으로 보이지만 경호진은 탈퇴하였고 김창식이 새롭게 복귀하였다.

## 에피소드
- 예능에서는 보기 힘들지만 보컬 유현상의 기타연주 실력은 수준급으로 알려져 있다. 미8군에서 활동하던 시절 유현상의 기타실력은 상당히 수준급이었다고 한다.
- 이들은 미8군 무대 출신으로 가요계에서 활동한 마지막 세대이다. 1980년대 조용필 이후 가요계가 급팽창하면서 음악에 재능있는 젊은이들이 미8군 대신 가요계로 직행하게 된다.
- 멤버 중에 김도균은 가장 어렸다. 김도균을 제외한 다른 멤버들은 30대의 나이였는데 김도균은 20대였기 때문이다.
- 유현상의 부인은 13살 연하인 1980년대의 대한민국 국가대표 수영 선수인 최윤희이다. '아시아의 인어'라는 별명으로 최고의 인기를 구가했으며, 1982년 아시안 게임에서 3관왕, 1986년 아시안 게임에서 2관왕을 차지했다. 이 결혼은 나쁜 방향으로 화제였는지 당시에 유현상이 최윤희를 납치해서 강제로 결혼했다는 소문이 파다했다고 한다. 그 당시에 최윤희가 현재의 김연아급이였다고 하니 팬들의 열폭(열등감 폭발)이 대단했다고 한다. 특히 방송국 PD들은 백두산의 판을 던지면서 절대 틀지 않겠다고 했을 정도였다.
- 유현상은 밴드 탈퇴 후 '바람아 멈추어다오'를 부른 원조 아이돌 여가수 이지연의 프로듀서로 활동했다. 새까맣게 나이 차가 나는 이지연과도 스캔들이 났었다고 한다. 그런데 이지연이 한참 전성기를 누리던 중 급거 결혼한다며 미국으로 떠나버렸고 그 일로 유현상은 엄청난 상심에 빠졌는데, 이후 최은희와 가까워지게 되었다고 한다. 그 외에 김종서도 키워준다고 해놓고 거의 방치를 한 듯 했다. 후에 방송에 출연해 김종서에게 미안하다고 했다.
- 베이시스트 김창식이 2006년 '파워 백두산'을 결성하고 《Salvage Violence》를 발매했으나 오리지널 백두산 팬들은 현재 이 파워 백두산을 '백두산과 연관없는 전혀 다른 밴드'로 인식하고 있다.
- 파워 백두산의 앨범은 기존 백두산의 장르에서 완전히 벗어난 파워메탈에 가까운 음악이 담겨져 있었다.

## 음반 목록
1. 1집 Too Fast! Too Loud! Too Heavy! (1986년 6월 25일)
2. 2집 King Of Rock'N Roll (1987년 8월 20일)
3. 3집 너를 기다리네 (1992년 3월 1일)
4. 4집 Return Of The King (2009년 4월 20일)
5. 5집 Rush To The World (2011년 4월 12일)
6. 싱글 어느날 방황과 인생 (2012년 1월 7일)

## 방송 출연
- 김정은의 초콜릿
- 오빠밴드
- MBC 다큐스페셜 - `나는 록의 전설이다`
- 나는 가수다 II